# Joachim von Stettenhofen

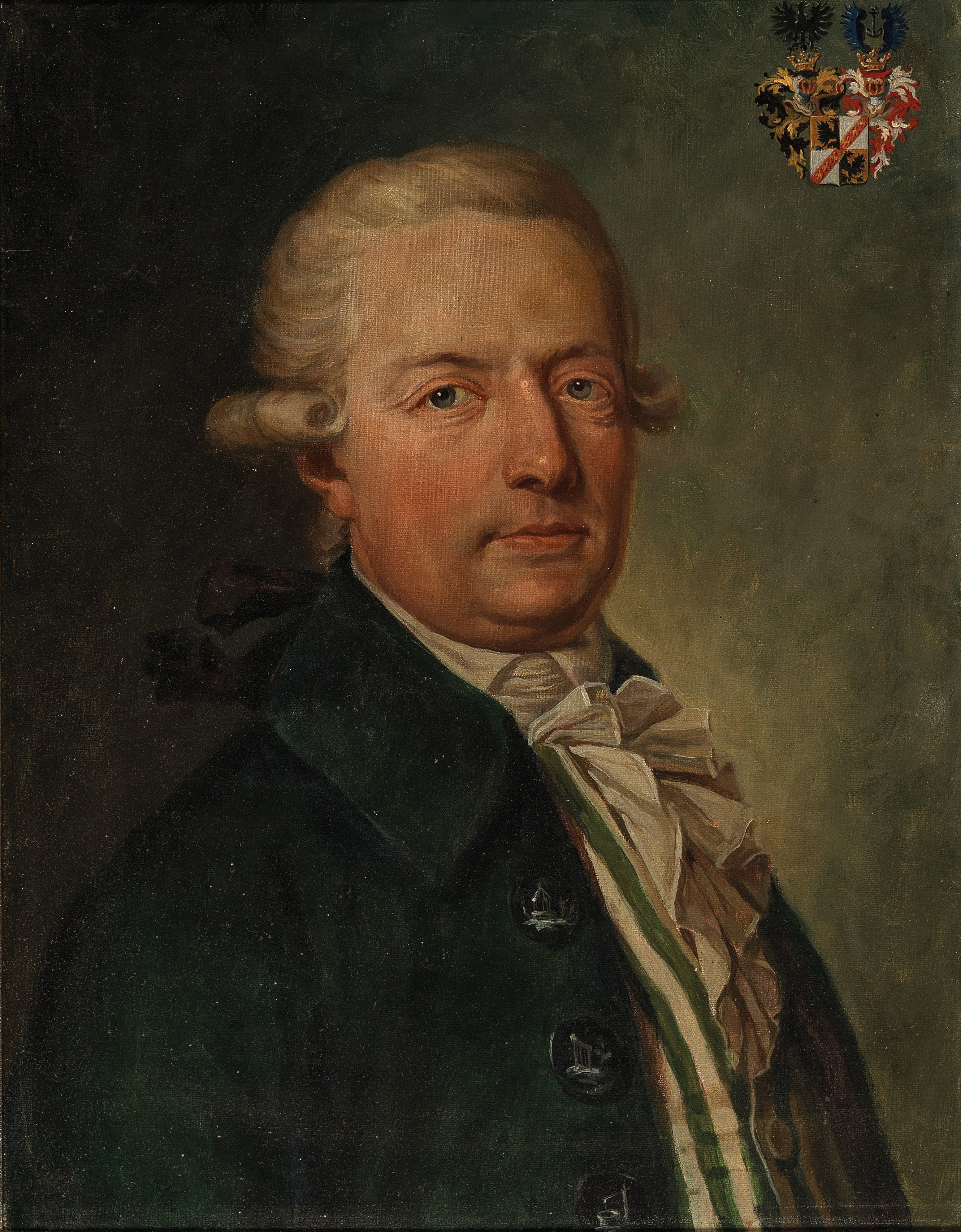
Joachim Ritter von Stettenhofen

Joachim Stettenhofen, ab 1779 Ritter von Stettenhofen (* 10. April 1742 in Wien; † 16. März 1813 in Brünn) war ein österreichischer Landwirt, Hofbeamter und Förderer der Josephinischen Reformen. Ab 1794 war er Besitzer der Allodialherrschaft Budischau in Mähren.

## Leben und Wirken
Stettenhofen stammte aus einer alten Augsburgischen Patrizierfamilie und war der Sohn eines k. k. Staatsbeamten. Er trat ebenfalls in den Staatsdienst ein. Wegen Kränklichkeit musste Joachim Stettenhofen diese Tätigkeit aber wieder aufgeben und widmete sich der Landwirtschaft, wo er bald den Ruf eines exzellenten Gutsverwalters erlangte. Im Jahre 1770 bestellte ihn das Zisterzienserkloster Wellehrad zum Inspektor der neu erworbenen Herrschaft Wiesenberg und erteilte ihm unbeschränkte Vollmacht. Unter Stettenhofens Direktion erlebte die Herrschaft Wiesenberg eine wirtschaftliche Blüte. Es entstanden Bleichereien, Flachsspinnereien sowie Faktoreien zur Förderung des Garnhandels; zugleich führte er Maßnahmen zur Verbesserung des Flachsanbaus in den armen Bergdörfern ein. In Zöptau ließ er eine Eisenhütte anlegen und gründete die nach ihm benannte Kolonie Stettenhof (Štětínov). 1773 gründete Stettenhofen die nach dem Abt Philipp Zury benannte Familiantenkolonie Philippsthal (Filipová). Im Jahr darauf ließ er in Wiesenberg eine Kirche errichten. Wegen seiner Verdienste als Inspektor in Wiesenberg ernannte ihn die Gesellschaft zur Beförderung des Ackerbaues in Mähren zu ihrem Mitglied.
Während des Bayerischen Erbfolgekrieges, der seine Tätigkeit als Direktor der Herrschaft Wiesenberg beendete, stellte Stettenhofen 1778 aus eigenen Mitteln ein Jäger-Freikorps mit 400 Mann auf, das er im Rang eines Hauptmanns kommandierte. Dadurch lernte er den Feldmarschall Albert von Teschen kennen, der ihn seiner Schwiegermutter, der böhmischen Königin Maria Theresia vorstellte. Diese erhob ihn am 8. Mai 1779 in den erbländischen Ritterstand und bot ihm eine Stellung im k. k. Militärdienst oder Ökonomiefach an. Stettenhofen entschied sich gegen eine militärische Laufbahn und wurde im April 1780 zum Kameralinspektor der eingezogenen Güter des Jesuitenordens in Mähren und Schlesien ernannt. Er unterstand dem Staatsgüter-Administrator Anton Valentin Kaschnitz von Weinberg. Zwischen 1783 und 1785 gründete Stettenhofen auf den Fluren aufgehobener Klosterhöfe ca. 40 Dominikalsiedlungen. Als Kameralinspektor führte Joachim von Stettenhofen die Robotabolition in den Herrschaften und Gütern Alt-Brünn, Althart, Bochtitz, Brzezowitz, Brenditz, Chirlitz, Chwalkowitz, Czellechowitz, Diwak, Dollein, Daubrowitz, Freiwaldau, Gurein, Gewitsch, Hradisch, Hradisko, Hödnitz, Jessenetz, Keltsch, Konitz, Kozuschan, Kremsier, Laškau, Meltsch, Mülfraun, Mokrolasetz, Morzitz, Mürau, Nezamislitz, Mährisch-Neustadt, Neutitschein, Olbersdorf, Oslawan, Ptin, Roketnitz, Neu-Rothwasser, Rzeczkowitz, Schebetau, Sucholasetz, Sternberg, Tainitschek, Tischnowitz, Trschitz, Wiesenberg, Welehrad, Zdaunek, Zittow, Zuckmantel und Zuckerhandl sowie den Städten Littau, Teschen und Troppau durch. Im Jahre 1788 pachtete Stettenhofen die Herrschaft Chudwein mit Lautschan für jährlich 7000 Gulden von Philipp von Andlern-Witten.
Kaiser Joseph II. ernannte von Stettenhofen im Juli 1789 zum Substituten des Staatsgüter-Administrators Kaschnitz von Weinberg. Nachdem es in Innerösterreich wegen der Reformen zu Tumulten gekommen war, setzte der Kaiser von Stettenhofen am 7. November 1789 als Staatsgüter-Administrator, Steuerregulierungscommissär und Robotabolitions-Hofcommissär für Innerösterreich ein. In dieser Aufgabe konnte er durch sein Auftreten die Gemüter wieder beruhigen. Nach dem Tode Josephs II. berief dessen Nachfolger Leopold II. von Stettenhofens Amtsvorgänger wieder zurück. Seine Ernennung zum Staatsgüter-Administrator für Galizien nahm von Stettenhofen, der durch seine Ehen mit zwei vermögenden Frauen zu Wohlstand gelangt war, nicht an und trat im Range eines k. k. mährisch-schlesischen Gubernialrats mit einer Pension von 2500 Gulden in den Ruhestand.
Am 15. Februar 1794 kaufte Stettenhofen dem Vormund der vier minderjährigen Töchter des verstorbenen Franz Josef von Jungwirth, Felix Pino von Friedenthal für 150.000 Gulden die Allodialherrschaft Budischau mit dem angeschlossenen Gut Tassau ab. Stettenhofen ließ das Städtchen Budischau und die Dörfer seiner Herrschaft ausbauen sowie neue Siedlungen und Straßen anlegen. In Budischau gründete Stettenhofen eine Baumwollspinnerei. Die mitten auf dem Budischauer Markt gestandene herrschaftliche Schänke verkaufte er 1795, in ihrer Umgebung wurden bald neue Baustellen angelegt. Im Jahre 1797 entstand die nach dem ersten Siedler Karl Kundelius benannte Kolonie Kundelov. 1798 gründete Joachim von Stettenhofen die Kolonien Joachimshof (Jáchymov) und Mihokowitz (Mihoukovice), letztere zu Ehren seiner zweiten Frau Franziska geborene von Mihokowicz benannt. Im Jahr darauf entstand die nach seinem einzigen Sohn Clemens benannte Kolonie Klementitz (Klementice). In dieser Zeit ließ Stettenhofen auch zwei neue Meierhöfe anlegen: den Stettenhof (Obora) und den nach seiner Tochter benannten Amalienhof (Holeje). 1808 war die neue Budischauer Schule fertiggestellt; wegen des französischen Einmarsches und des Krieges hatte sich ihre Fertigstellung um sechs Jahre verzögert.
Da sein Sohn im Jahre 1802 27-jährig in Hradisch verstorben und sein Schwiegersohn 1809 seinen Verwundungen aus der Schlacht bei Wagram erlegen war, bestimmte Joachim von Stettenhofen in seinem am 16. Juni 1811 niedergeschriebenen letzten Willen die Herrschaft Budischau zum Familienfideikommiss und seinen erstgeborenen Enkel Joachim Vincenz von Baratta und dessen männliche Nachkommenschaft als Erben, denen er seinen zweiten Enkel Karl Joachim von Baratta unterstellte. Für den Fall des Aussterbens seiner Nachkommen war die Herrschaft Budischau als Grundstock einer Stipendienstiftung für bedürftige Söhne höherer Staatsbeamter in Mähren vorgesehen. Stettenhofen lebte in Budischau und Brünn; den Winter über zog er nach Brünn und kehrte jeweils im Mai auf das Schloss Budischau zurück. Im Jahre 1813 verstarb Joachim von Stettenhofen und wurde an der Südwand der Kirche Mariä Himmelfahrt und St. Gotthard in Budischau beigesetzt.
Da der vorgesehene Erbe Joachim von Baratta seine Volljährigkeit nicht erlebte und am 21. Juni 1816 in der Donau ertrank, übernahmen von Stettenhofens Tochter Amalia von Pötting-Persing und ihr erstehelicher Sohn Karl von Baratta zunächst den Besitz gemeinschaftlich. Mit dem Vergleich vom 30. Januar 1838 wurde gemäß Stettenhofens testamentarischer Verfügung auf der Herrschaft Budischau ein Fideikommisskapital von 80.000 Gulden und ein Apanagefonds von 24.000 Gulden begründet; zugleich übernahm Karl von Baratta die Herrschaft als alleiniger Besitzer.

## Familie
Joachim von Stettenhofen war zweimal verheiratet. Seiner 1768 geschlossenen ersten Ehe mit Domenica Freiin von Serlon de Morcelle entstammten der Sohn Clemens († 1802) und die Tochter Amalia. Seine zweite Ehe mit der Witwe Franziska von Schoenewicz, geborene von Mihokowicz, blieb kinderlos.
Amalia von Stettenhofen heiratete 1793 den k. k. Rittmeister Vincenz Ritter von Baratta († 1809), der Ehe entstammten zwei Söhne: Joachim († 1816) und Karl. In zweiter Ehe vermählte sie sich mit dem k. k. Oberstleutnant Wenzel Reichsgraf von Pötting und Persing.